# Theo Hanrath

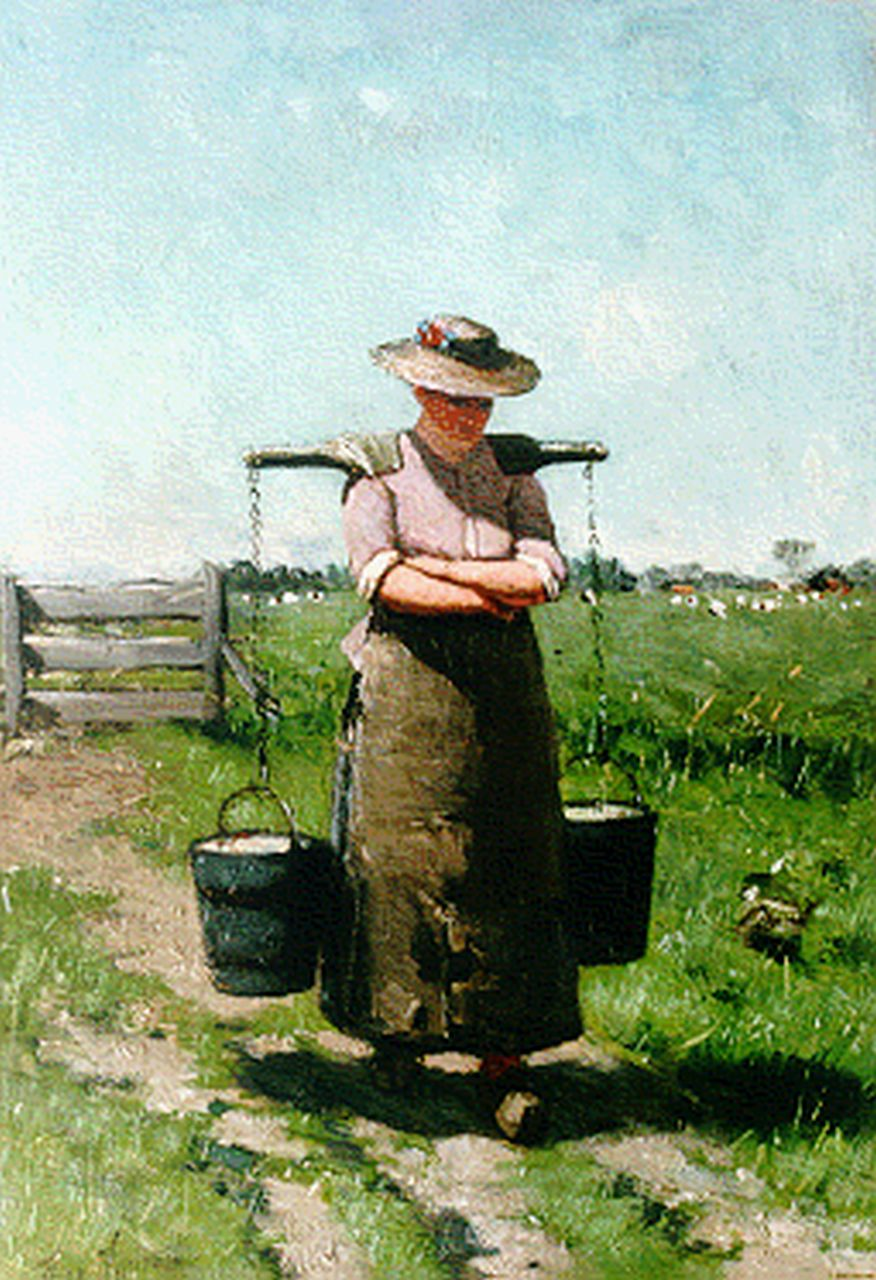
Die Milchmaid

Theodorus Hanrath (* 22. September 1853 in Amsterdam; † 10. September 1883 ebenda) war ein niederländischer Genre- und Stilllebenmaler.
Hanrath war von 1865 bis 1870 Schüler von Johannes Hendrik Veldhuijzen. Dann zusammen mit Hein Kever studierte er mehrere Monate an der Koninklijke Academie voor Schone Kunsten van Antwerpen bei Charles Verlat.
Er verbrachte sein ganzes Leben in Amsterdam.
Er nahm an Ausstellungen in Amsterdam (1870–1882) und Den Haag (1872 und 1875) teil.
Hanrath starb im Alter von 29 Jahren. 